# Astragalus abruptus
Astragalus abruptus är en ärtväxtart som beskrevs av Krytzka. Astragalus abruptus ingår i släktet vedlar, och familjen ärtväxter. Inga underarter finns listade i Catalogue of Life.